# Ollie y los monstruos
Ollie's Pack (conocido en España y Latinoamérica cómo Ollie y los monstruos) es un dibujo animado canadiense creado por Pedro Eboli y Graham Peterson. Es producido por Nelvana y transmitido por Nickelodeon en Estados Unidos y YTV en Canadá.

## Reparto
| Personaje           | Actor original (Canadá) | Actor de doblaje (Hispanoamérica) | Actor de doblaje (España) |
| ------------------- | ----------------------- | --------------------------------- | ------------------------- |
| Ollie Allen         | James Hartnett          | Ricardo Bautista                  | Rafael Alonso Naranjo Jr. |
| Cleo Badette        | Ana Sani                | Adriana Núñez                     | Violeta Arroyo            |
| Bernie Alves        | David Berni             | Rafael Escalante                  | Néstor Moreno León        |
| Capitán Wowski/"CW" | Cory Doran              | Víctor Miguel Ruiz                | Eduardo Bosch             |
| Perfecto Magna      | Ned Petrie              | Carlos Ruiz Mireles               | Jesús "Rolo" Rodríguez    |
| June Allen          | Naomi Snieckus          | Rebeca Gómez                      | Ana Ángeles García        |
| Pyper Allen         | Leigh Cameron           | Susy Moreno                       | Sara Heras                |
| Andre               | Mark Little             | Miguel Ángel de León              | Juan Antonio Arroyo       |
| Beverly/Bev         | Kayla Lorette           | Danann Galván                     | Silvia Sarmentera         |
| Turner Fledge       |                         | Luis Navarro                      | Cristian Pinilla          |
| Dahlia              |                         | Andrea Porras                     | Yolanda Portillo          |
| Ivy                 | Rebecca Husain          | Ximena de Anda                    | Sara Polo                 |

## Episodios
| N.º | Título | Fecha de estreno original | Fecha de estreno en Latinoamérica                         | Cod. Prod. | Audiencia (millones) |
| --- | --- | ------------------------- | --------------------------------------------------------- | ---------- | -------------------- |
| 1 | «El elegido huele mal / No es otra película de súper héroes» «The Chosen One...Stinks / Not Another Superhero Movie»                | 6 de abril de 2020        | 24 de octubre de 2020                                     | 103        | 0.55                 |
| El olor del sudor de Ollie es un producto muy apreciado en el monstruoverso, y realizan un intercambio con él. / Ollie, Cleo y Bernie necesitan hacer una épica película de superhéroes para salvar su club de cine de la escuela.                                                        | |                           |                                                           |            |                      |
| 2 | «Un nuevo chico en el campus / Los elegidos» «New Kid on Campus / The Chosen One(s)»                                                | 7 de abril de 2020        | 10 de octubre de 2020                                     | 101        | 0.46                 |
| Ollie lleva al capitán Wowski a la escuela en la mochila. a CW le gusta tanto que se presenta como el nuevo estudiante al día siguiente. / Una antigua elegida aparece de pronto. su presencia crea una desavenencia entre Ollie y sus amigos.                                            | |                           |                                                           |            |                      |
| 3 | «El amo del drama / Inquilinos no deseados» «Lord of the Caf / Doom for Rent»                                                       | 8 de abril de 2020        | 7 de noviembre de 2020                                    | 106        | —                    |
| Después de que cancelan el receso, Ollie dirige a Lucius van Horn para interpretar al perfecto Magna y cambiar las reglas. / Con la esperanza de conseguir dinero para el regalo del día de las madres, Ollie renta el cobertizo a André y Bev.                                           | |                           |                                                           |            |                      |
| 4 | «Perdón por hacerte padre / Carrera a montaña explosiva» «Sorry to Father You / Race to Sploosh Mountain»                           | 9 de abril de 2020        | 12 de diciembre de 2020                                   | 110        | —                    |
| Ollie saca un prototipo de papá monstruo para enseñarle como rasurarse por primera vez. / Es día de vacaciones y Ollie, su mamá y sus amigos preparan el coche para un viaje en coche a montaña explosiva.                                                                                | |                           |                                                           |            |                      |
| 5 | «La mayor Snooch / Estamos con la banda» «Major Snooch / We're With the Band»                                                       | 13 de abril de 2020       | 17 de octubre de 2020                                     | 102        | —                    |
| La mayor Snooch sale de la mochila para probar a Ollie como el elegido y evaluar a CW como guardián. / Ollie saca a monstruos roqueros de la mochila para la batalla de bandas, lo cual atrae a André y Bev.                                                                              | |                           |                                                           |            |                      |
| 6 | «El rey de las hamburguesas / La caótica venta de cochera» «King Swelly Belly / Yard Sale Fail»                                     | 14 de abril de 2020       | 28 de noviembre de 2020                                   | 109        | —                    |
| Ollie y el monstruo intestinal, Jeffrey, hacen equipo para ganar un concurso de comida y encontrar el amor. / Después de que la mamá de Ollie vende sus amados juguetes de preescolar en una venta de cochera.                                                                            | |                           |                                                           |            |                      |
| 7 | «Cleo para presidenta / El conserje» «Cleo for President / The Janitor»                                                             | 15 de abril de 2020       | 26 de diciembre de 2020                                   | 105        | —                    |
| Cuando Cleo se postula para presidenta de la clase, Ollie convoca de la mochila a Courtney Poweredge para que sea su asesora de campaña. / Nadie además de Ollie sospechan que el nuevo conserje escolar es un monstruo.                                                                  | |                           |                                                           |            |                      |
| 8 | «Encantadora y peligrosa / Feria injusta» «Charmed and Dangerous / Science Unfair»                                                  | 16 de abril de 2020       | 14 de noviembre de 2020                                   | 107        | —                    |
| Ollie y sus amigos salvan al perfecto Magna de la hermosa monstruo Buene Brillo, quien lo persigue por su buena apariencia. / Ollie convoca a un monstruo, con la esperanza de que ayude a Bernie a impresionar al señor Pandey con su proyecto de ciencia.                               | |                           |                                                           |            |                      |
| 9 | «Ollie, el monitor / Hermana al rescate» «Hollie Monitor / Sister Save Me»                                                          | 11 de mayo de 2020        | 2 de enero de 2021                                        | 113        | —                    |
| Después de una serie de vandalismo en el casillero, Ollie se convierte en el monitor del pasillo y convoca a un monstruo sheriff de la mochila. / Mientras Ollie está fuera de servicio con un tobillo hinchado, Piper asume el trabajo del elegido.                                      | |                           |                                                           |            |                      |
| 10 | «Wowski, el relajado / El gran bern» «Cool Hand Wowski / Big Bern»                                                                  | 12 de mayo de 2020        | 19 de diciembre de 2020                                   | 111        | —                    |
| Después de que Ollie y Capitán Wowski tienen una pelea, CW es confundido con un gato callejero y es capturado por Control Animal. / Preparándose para enfrentarse a un bravucón, Bernie encuentra, en el clóset un artefacto monstruoso.                                                  | |                           |                                                           |            |                      |
| 11 | «Quiero envejecer / Ollie, el bebito» «Getting Oldie With It / Lil' Baby Ollie»                                                     | 13 de mayo de 2020        | 5 de diciembre de 2020 (104A)31 de octubre de 2020 (112A) | 104A112A   | —                    |
| Después de que Ollie, Cleo y Bernie usan a un monstruo envejecedor para entrar al cine, Bernie experimenta la alegría de ser viejo. / Ollie impresiona a los chicos más populares de su escuela, pero tendrá que ver una película de terror protagonizada por su mayor miedo: los gansos. | |                           |                                                           |            |                      |
| 12 | «Las salchichas de Ollie / El campamento de Magna» «Ollie Dogs / Camp Magna»                                                        | 14 de mayo de 2020        | 21 de noviembre de 2020                                   | 108        | —                    |
| Ollie ofrece un condimento del mundo de los monstruos para su puesto de salchichas, causando accidentalmente extraños efectos secundarios. / Ollie y sus compañeros se van a un viaje de campamento.                                                                                      | |                           |                                                           |            |                      |
| 13 | «La prueba del elegido / El amor de Ollie» «The Chosening / Crush it Ollie»                                                         | 29 de junio de 2020       | 23 de enero de 2021                                       | 116        | —                    |
| Cuando Ollie culpa a Wowski por no prepararlo para una prueba de Elegido, se pelean. / Ollie intenta sacudir su imagen más holgazana para impresionar a Ivy cuando los emparejan para un proyecto de clase de ciencias.                                                                   | |                           |                                                           |            |                      |
| 14 | «El doble de Ollie / El gran robo de calificaciones» «Ollie Doubles Down / The Great Grade Grab»                                    | 30 de junio de 2020       | 30 de enero de 2021                                       | 117        | —                    |
| Ollie convence a Van Horn de que lo interprete en detención para que pueda rastrear y atrapar a un monstruo. / Cuando Bernie es aceptado en una escuela prestigiosa, el trío decide llevar a cabo un robo y cambiar sus calificaciones.                                                   | |                           |                                                           |            |                      |
| 15 | «La oportunidad de Rancy / Los monstruos contra Ollie Allen» «Chancy Rancy / The Monsters V. Ollie Allen»                           | 1 de julio de 2020        | 9 de enero de 2021                                        | 114        | —                    |
| Cuando el monstruo cazarrecompensas Ashlor aparece buscando a Ollie y sus amigos, se esconden con Rancy. / Ollie se encuentra en juicio en un tribunal de monstruos por hacer un mal uso de la mochila.                                                                                   | |                           |                                                           |            |                      |
| 16 | «La historia de Portshill / Tres son multitud» «History of Portshill / Trio's a Crowd»                                              | 2 de julio de 2020        | 16 de enero de 2021                                       | 115        | —                    |
| Ollie convoca a Lucius Van Horn para que actúe como Sasquatch y amplifique la historia de Portshill. / Ollie y Bernie se ven envueltos en un videojuego, y Cleo se hace amiga de un monstruo llamado Trina.                                                                               | |                           |                                                           |            |                      |
| 17 | «El club monstruoso de Ollie / La sombra de Ollie» «Ollie's Monster Club / Ollie's Shadow»                                          | 21 de septiembre de 2020  | 6 de febrero de 2021                                      | 118        | —                    |
| Ollie busca a un monstruo vengador que vandaliza Portshill y quiere inculparlo. / Los sentimientos de Ollie por Turner liberan a una sombra que crece con la negatividad. | |                           |                                                           |            |                      |
| 18 | «Rebanadas de la vida / Dulces pesadillas» «Slice of Life / Goodnight, Sleep Fright»                                                | 22 de septiembre de 2020  | 13 de febrero de 2021                                     | 119        | —                    |
| Cuando Ollie mete algo de pizza en la mochila, un monstruo sale a buscar venganza por su mundo destruido. / Los miedos de Ollie lo atrapan en sus sueños luego de invocar a Sueño Jadeante para dormir.                                                                                   | |                           |                                                           |            |                      |
| 19 | «Ollie en la casa / Los expedientes secretos de Ollie» «Ollie in the House / The Ollie Files»                                       | 23 de septiembre de 2020  | 20 de febrero de 2021                                     | 120        | —                    |
| Ollie es castigado y se queda solo en casa sin mochila y con un monstruo polilla enojado. / Ollie se asusta cuando dos agentes del gobierno investigan la posibilidad de monstruos en Portshill.                                                                                          | |                           |                                                           |            |                      |
| 20 | «Poder ácido / Cumpleaños monstruoso: un documental de Cleo Badette» «Sour Power / Birthday Shmirthday: A Cleo Badette Documentary» | 24 de septiembre de 2020  | 27 de febrero de 2021                                     | 121        | —                    |
| Ollie se fija en un reto de caramelos ácidos, y hace que el monstruo Jeffrey que los coma por él. / Cleo graba los preparativos de Ollie para la fiesta de cumpleaños sorpresa de Bernie.                                                                                                 | |                           |                                                           |            |                      |
| 21 | «¡Una pesadilla aterradora!» «Nightmare Frightscare!»                                                                               | 17 de octubre de 2020     | 31 de octubre de 2020                                     | 112B       | —                    |
| Es Halloween, Ollie y sus amigos van a una casa embrujada con el objetivo de conseguir muchos dulces. | |                           |                                                           |            |                      |
| 22 | «Ansiedad por separación / La toma de poder» «Separation Anxiety / The Take Over»                                                   | 14 de diciembre de 2020   | 6 de marzo de 2021                                        | 122        | —                    |
| Luego de separarse de Bev, Ollie decide ayudar a Andre a volver a levantarse. / Ollie hace que un monstruo computadora, EGAC, escriba un ensayo para él, pero el monstruo muy malo. | |                           |                                                           |            |                      |
| 23 | «Liberen al sabueso / Cubo es el número más solitario» «Release the Hound / Cube is the Loneliest Number»                           | 15 de diciembre de 2020   | 13 de marzo de 2021                                       | 123        | —                    |
| Bernie le suplica a Ollie y Cleo que lo dejen adoptar a un monstruo perruno que querían atrapar. / Cuando Ashlor atrapa a Ollie, Bernie, Cleo y CW. Ollie descubre como escapar con el Cubo Oscuro.                                                                                       | |                           |                                                           |            |                      |
| 24 | «Estoy enfermo» «Sick Day» | 4 de mayo de 2021         | 5 de diciembre de 2020                                    | 104B       | —                    |
| Ollie finge estar enfermo para faltar a la escuela y contrae la enfermedad de un monstruo que va demasiado lejos. | |                           |                                                           |            |                      |
| 25 | «Desbloqueando a Bernie / Final de fotografía» «Unblocking Bernie / Photo Finished»                                                 | 5 de mayo de 2021         | 20 de marzo de 2021                                       | 124        | —                    |
| Bernie sufre de bloqueo de escritor mientras intenta dibujar el siguiente capítulo de su cómic. / Esperando por fin tener una buena foto escolar, Ollie invoca a Nosfotoratu para que le tome la foto.                                                                                    | |                           |                                                           |            |                      |
| 26 | «Alteración temporal / El Inspector Ollie Allen» «Time Warped / Inspector Ollie Allen»                                              | 6 de mayo de 2021         | 17 de abril de 2021                                       | 125        | —                    |
| Un chiste de Cleo falla y convence a Ollie de usar un monstruo que regresa el tiempo. / Después de ver "Los Misterios del Inspector Ballena", un monstruo merodea por el nuevo mini golfito.                                                                                              | |                           |                                                           |            |                      |
| 27 | «De vuelta a la mochila» «Back To The Pack»                                                                                         | 7 de mayo de 2021         | 24 de abril de 2021                                       | 126        | —                    |
| Ollie rompe su mochila mientras intenta saber sobre su papá y eso provoca que se abra un portal. / Al entrar Ollie a la mochila causa que el tejido del espacio y del tiempo se desmorone.                                                                                                | |                           |                                                           |            |                      |

## Producción
La serie se originó a partir de un corto titulado Monster Pack, creado como parte del programa anual de cortos animados de Nickelodeon. El 2 de marzo de 2020, Nickelodeon anunció que la serie se estrenaría en abril de 2020.  Pedro Eboli y Graham Peterson crearon la serie. La serie animada de 26 episodios es producida por Nelvana. El 30 de marzo de 2020, se anunció que la serie se estrenaría el 6 de abril de 2020.

## Emisión
En Canadá, la serie se estrenó en YTV el 5 de septiembre de 2020.